# Midtjylland
Region Midtjylland (Střední Jutsko) je jedním z pěti regionů, vzniklých na základě správní reformy Dánska z 1. ledna 2007. Nachází se ve střední části Jutského poloostrova a je složen z bývalých okresů Ringkjøbing Amt a Århus Amt (s výjimkou západní části komuny Mariager, která byla připojena k regionu Nordjylland), Viborg Amt a severní poloviny Vejle Amt.

## Obce
Na území regionu se nacházejí následující obce:
- Aarhus Kommune
- Favrskov Kommune
- Hedensted Kommune
- Herning Kommune
- Holstebro Kommune
- Horsens Kommune
- Ikast-Brande Kommune
- Lemvig Kommune
- Norddjurs Kommune
- Odder Kommune
- Randers Kommune
- Ringkøbing-Skjern Kommune
- Samsø Kommune
- Silkeborg Kommune
- Skanderborg Kommune
- Skive Kommune
- Struer Kommune
- Syddjurs Kommune
- Viborg Kommune